# Andenmäuse
Die Andenmäuse (Aepeomys) sind eine in Südamerika lebende Nagetiergattung aus der Gruppe der Neuweltmäuse. Sie umfassen zwei Arten.
Andenmäuse erreichen eine Kopfrumpflänge von rund 11 Zentimetern, der Schwanz wird 8 bis 12 Zentimeter lang. Das Fell ist an der Oberseite olivbraun bis graubraun gefärbt, die Unterseite ist heller. Der Schädel ist schmal, die Schnauze langgestreckt, und am ersten Finger der Vorderpfote tragen sie einen Nagel statt einer Kralle. Die Augen sind relativ klein.
Diese Tiere leben in den Andenregionen von Venezuela bis Ecuador, wo sie in Höhen bis über 3200 Meter vorkommen. Sie dürften zumindest teilweise baumbewohnend sein und Nester in den Bäumen errichten. Ansonsten weiß man wenig über ihre Lebensweise.
Es werden zwei Arten unterschieden:
- Die Merida-Andenmaus (Aepeomys lugens) ist vom westlichen Venezuela bis Ecuador verbreitet.
- Reigs Andenmaus (Aepeomys reigi) wurde erst 2001 erstbeschrieben und bewohnt ein kleines Gebiet im westlichen Venezuela.

Eine frühere weitere Art, A. fuscatus, wird heute in Handleyomys eingeordnet.
Die Andenmäuse sind eng mit den Paramo-Mäusen (Thomasomys) verwandt und werden in den gleichen Tribus, Thomasomyini, eingeordnet.